# Сираха
Сираха (непальск. सिराहा) — город и муниципалитет на юге Непала. Административный центр района Сираха, входящего в состав зоны Сагарматха Восточного региона страны.
Расположен примерно в 5 км от границы с Индией и в 29 км к юго-востоку от города Джанакпур, на высоте 64 м над уровнем моря.
Население города по данным переписи 2011 года составляет 28 442 человека, из них 13 839 мужчин и 14 603 женщины.

## Известные уроженцы
- Упендра Махато - бизнесмен непальского происхождения, на данный момент проживает в РФ